# 磯部町的矢
磯部町的矢（いそべちょうまとや）は三重県志摩市の地名。的矢かきの産地として食通の間で知られる。

## 地理
志摩市の北東部、的矢湾北岸に位置する。地形的には海岸の低地と丘陵からなり、どちらにも集落が形成されている。一部の地図には描かれていないが、渡鹿野島に小字間神・居森という飛び地を持つ。的矢かきや真珠の養殖を中心とした水産業及び旅館などの観光業が基幹産業である。
北および東を鳥羽市堅子町、北を磯部町三ヶ所の飛地（向井地）、西を磯部町山田と接する。上述の通り渡鹿野島に飛び地があるため、磯部町渡鹿野にも接する。

## 歴史
古くは的矢ではなく的屋と表記されていた。

### 古墳時代から的屋御厨まで
的矢では鍋田古墳群や船戸古墳群などが見つかっており、古くから勢力を持った人々がこの地にいたことが窺える。特に鍋田古墳群は19基あり、「朝日さす夕日かがやくえせびの下に埋めてあるぞえ小判千両」という伝承があり、勾玉や須恵器などが出土している
南北朝時代の書物『神鳳鈔』に「的屋御厨」として掲載されているのが史料での初見である。『氏経引付』では寛正3年10月17日（ユリウス暦1462年11月4日）に内宮政所大夫氏秀が「的屋城殿」に宛てて書状を送っており、当地に城を構える者がいたことが分かる。城主は的屋氏と呼ばれていたようで、代々伊雑浦惣検校の職に就き、伊勢神宮別宮の伊雑宮や磯部の地を治める地位にあった。しかし、戦国時代の享禄4年（1531年）に九鬼氏の奇襲を受けて的屋氏は滅ぼされた。『志摩海賊記』の中で吉田正幸は的屋氏について「悲運の名族」と評している。

### 的矢港の賑い
江戸時代には伊勢神宮の御厨ではなくなり、的矢村として志摩国答志郡国府組（こうぐみ）に属し、鳥羽藩の施政下に移った。水深が深かったため志摩国において的矢の港は鳥羽港に次ぐ良港とされ、江戸と上方を結ぶ菱垣廻船等が寄港する風待港として渡鹿野島とともに賑った。この頃、船宿と呼ばれる商店が軒を連ねたことから、「小伊勢」と呼ばれたことがある。的矢には大的矢と小的矢の2つの港があるが、当時は主として大的矢が利用された。文久元年（1861年）の記録によると、船宿は約40軒、置屋は約29軒あり、水上遊女と呼ばれた「はしりかね」も多数いたという。
それぞれの港には日和山があり、樽廻船の船頭らによって方位石が設置された。現在の日和山にある方位石は再建されたもので、江戸時代の方位石は志摩市指定文化財として志摩市歴史民俗資料館で保存されている。
当時から的矢の産業は漁業が主体で、毎年2回「御屋之賄」と称して伊勢神宮に魚を献上していた。また漁業料は金子（きんす）で鳥羽藩に納めていた。
幕末には異国船打払令に従い、砲台と陣屋が築かれた。陣屋跡は的矢村神社になっている。

### 近代以降

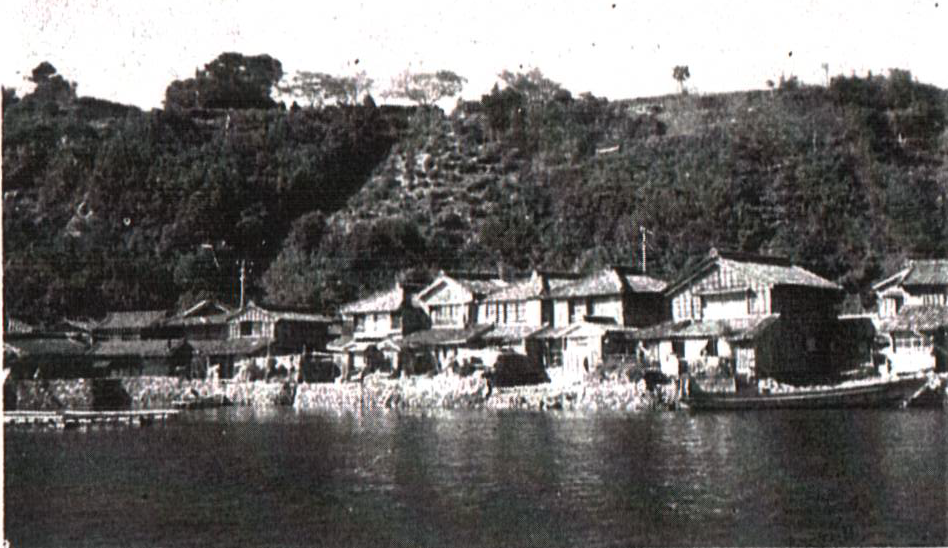
的矢村時代の的矢港

明治時代になると、三ヶ所村（さんがしょむら）・渡鹿野村と合併して的矢村となり、同村の中心地区となった。1928年（昭和3年）に佐藤忠勇が的矢かきの養殖に成功すると、的矢はカキの街として名声を得た。昭和の大合併では磯部村と新設合併（対等合併）により磯部町の1大字となる。旧的矢村役場はしばらく磯部町役場的矢支所として使用されたが、現在は廃止されている。
1947年（昭和22年）に開校した的矢中学校は、磯部中学校との統合が2度検討されたものの存続してきたが、2013年（平成25年）に文岡中学校に統合されて閉校した。また1873年（明治6年）に開校した的矢小学校も2016年（平成28年）に鵜方小学校に統合されて閉校した。
2011年（平成23年）の東日本大震災を受け、的矢では的矢小学校に飲食料と個人の衣類を備蓄し、災害時に自治会が1人暮らしの高齢者に声掛けを行うという災害対策を開始した。2015年（平成27年）9月16日に発生したイヤペル地震（チリ地震）に伴う津波により、9月18日に津波注意情報と市の避難勧告が発令された際には、19世帯31人が的矢小学校へ避難した。

### 沿革
- 1889年（明治22年）4月1日 - 町村制施行により答志郡的矢村成立。的矢村大字的矢となる。
- 1896年（明治29年）3月29日 - 答志郡と英虞郡が合併したことにより、志摩郡的矢村大字的矢となる。
- 1955年（昭和30年）2月11日 - 昭和の大合併により、志摩郡磯部町的矢となる。
- 2004年（平成16年）10月1日 - 平成の大合併により、志摩市磯部町的矢となる。

### 地名の由来
諸説ある。
- 『志陽略誌』によると「古来、この地で竹を産し、この竹で的や矢を作った」ことから命名されたとあるが、『角川日本地名大辞典』ではこの説を否定し、「ま」（入り江）＋「とや」（泊屋、船着き場）であるとしている[8]。
- 的矢の地が風待港であり、「待ち屋」が変化したものである[13]。
- 日本の国号「大和」（やまと）を「矢的」と書き、逆さまにしたと言う説[14]もある。

## 世帯数と人口
2019年（令和元年）7月31日現在の世帯数と人口は以下の通りである。
| 町丁       | 世帯数  | 人口  |
| ---------- | ------- | ----- |
| 磯部町的矢 | 249世帯 | 471人 |

### 人口の変遷
1745年以降の人口の推移。なお、2005年以後は国勢調査による推移。
| 1745年（延享2年）  | 643人   | [ 4 ]     |  |
| 1880年（明治13年） | 890人   | [ 4 ]     |  |
| 1908年（明治41年） | 1,853人 | [ 8 ]     |  |
| 1980年（昭和55年） | 518人   | [ 3 ]     |  |
| 2005年（平成17年） | 425人   | [ WEB 6 ] |  |
| 2010年（平成22年） | 419人   | [ WEB 7 ] |  |
| 2015年（平成27年） | 459人   | [ WEB 8 ] |  |

### 世帯数の変遷
1745年以降の世帯数の推移。なお、2005年以後は国勢調査による推移。
| 1745年（延享2年）  | 143戸   | [ 4 ]     |  |
| 1880年（明治13年） | 222戸   | [ 4 ]     |  |
| 1908年（明治41年） | 331戸   | [ 8 ]     |  |
| 1980年（昭和55年） | 167世帯 | [ 3 ]     |  |
| 2005年（平成17年） | 166世帯 | [ WEB 6 ] |  |
| 2010年（平成22年） | 177世帯 | [ WEB 7 ] |  |
| 2015年（平成27年） | 218世帯 | [ WEB 8 ] |  |

## 学区
市立小・中学校に通う場合、学区は以下の通りとなる。
| 番・番地等 | 小学校             | 中学校             |
| ---------- | ------------------ | ------------------ |
| 全域       | 志摩市立鵜方小学校 | 志摩市立文岡中学校 |

磯部町的矢にあった的矢中学校は2013年に、的矢小学校は2016年に廃校となっている。

## 観光
日和山
江戸時代に江戸と大坂を結んだ菱垣廻船等が天候を見るために利用した山。山は2ヶ所あり、「大的矢」・「小的矢」と呼ばれている。方位石が設置されている。
的矢城跡
代々、的矢区及び伊雑宮の警護を担当した的矢美作守の居城。小規模のため「的矢砦」と呼ばれることもある。戦国時代に九鬼氏に攻められ陥落。遺構はほとんど見られない。
的矢湾大橋
的矢湾と伊雑ノ浦を分ける、鋼上路ローゼ橋。橋長237m。的矢から橋を渡った先が志摩スペイン村である。

## 交通

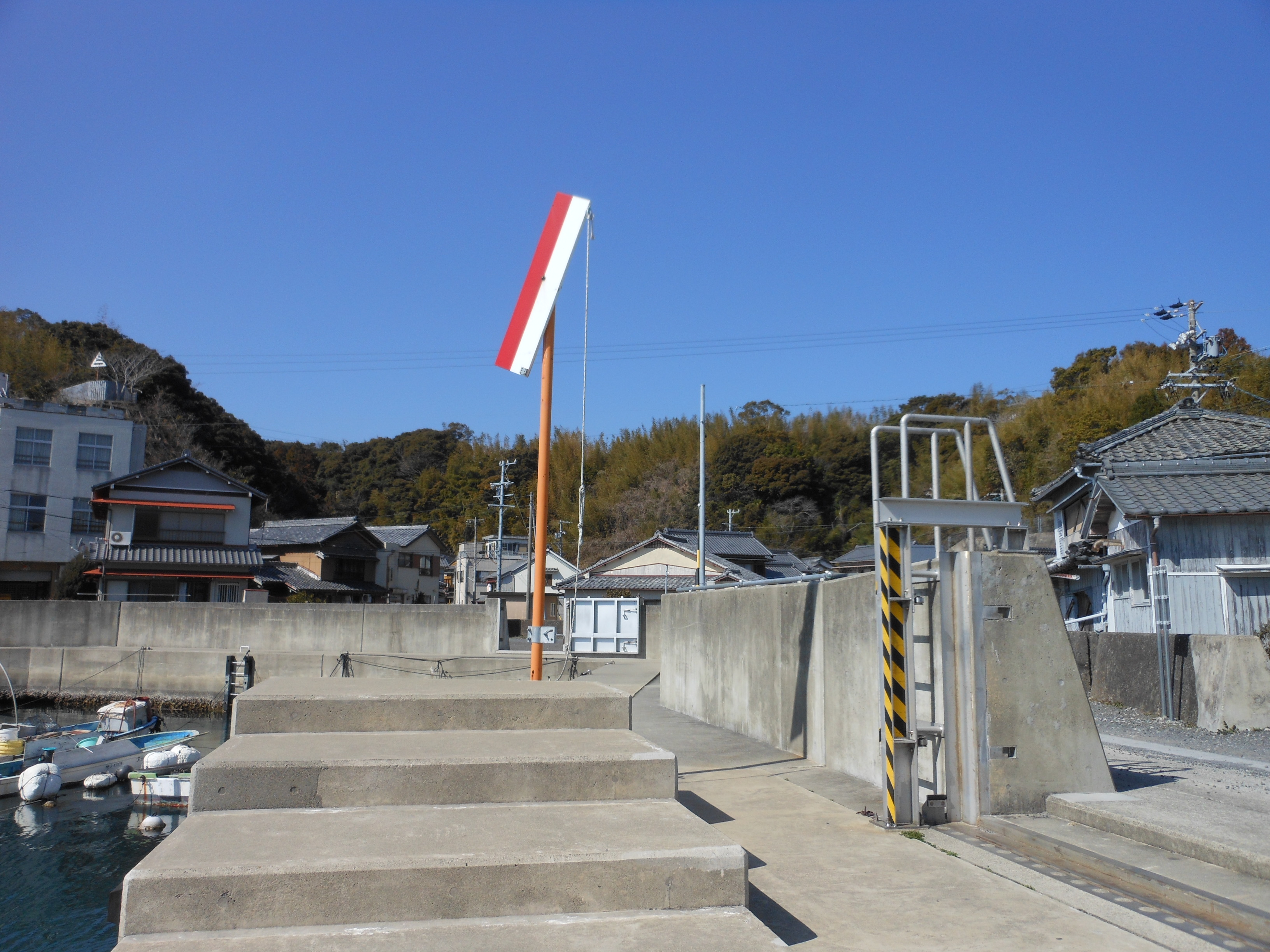
的矢乗船場

江戸時代に発展した港町であるため、水上交通は重要であったが、2013年現在は的矢湾沖の渡鹿野島と的矢対岸の三ヶ所との間を結ぶ県道船を残すのみとなっている。名前の通り三重県道に指定されており、無料で利用できる。
道路
的矢区内の道路は狭く、対向車の行き違いが困難な区間が多い。
- 三重県道16号南勢磯部線：終点
- 三重県道47号鳥羽磯部線
- 三重県道128号鳥羽阿児線：通称パールロード。旧有料道路。
- 三重県道750号阿児磯部鳥羽線：一部区間が県道船に当たる。

バス
- 三重交通志摩営業所58系統 的矢・鵜方・スペイン線 鵜方行き
- 磯部地域予約運行型バス「ハッスル号」うみルート
  - 鵜方駅
  - 磯部支所

廃止された公共交通
- 渡鹿野航路（志摩マリンレジャーの運航、穴川 - 的矢 - 三ヶ所 - 渡鹿野）[15]
- 渡鹿野定期船（的矢 - 渡鹿野）
- 三重交通志摩営業所73系統 磯部的矢線（磯部駅前 - 伊勢志摩ロイヤルホテル前 - 的矢）

## 施設
- 志摩市営的矢駐車場
- 鳥羽磯部漁業協同組合的矢支所
- 有限会社佐藤養殖場

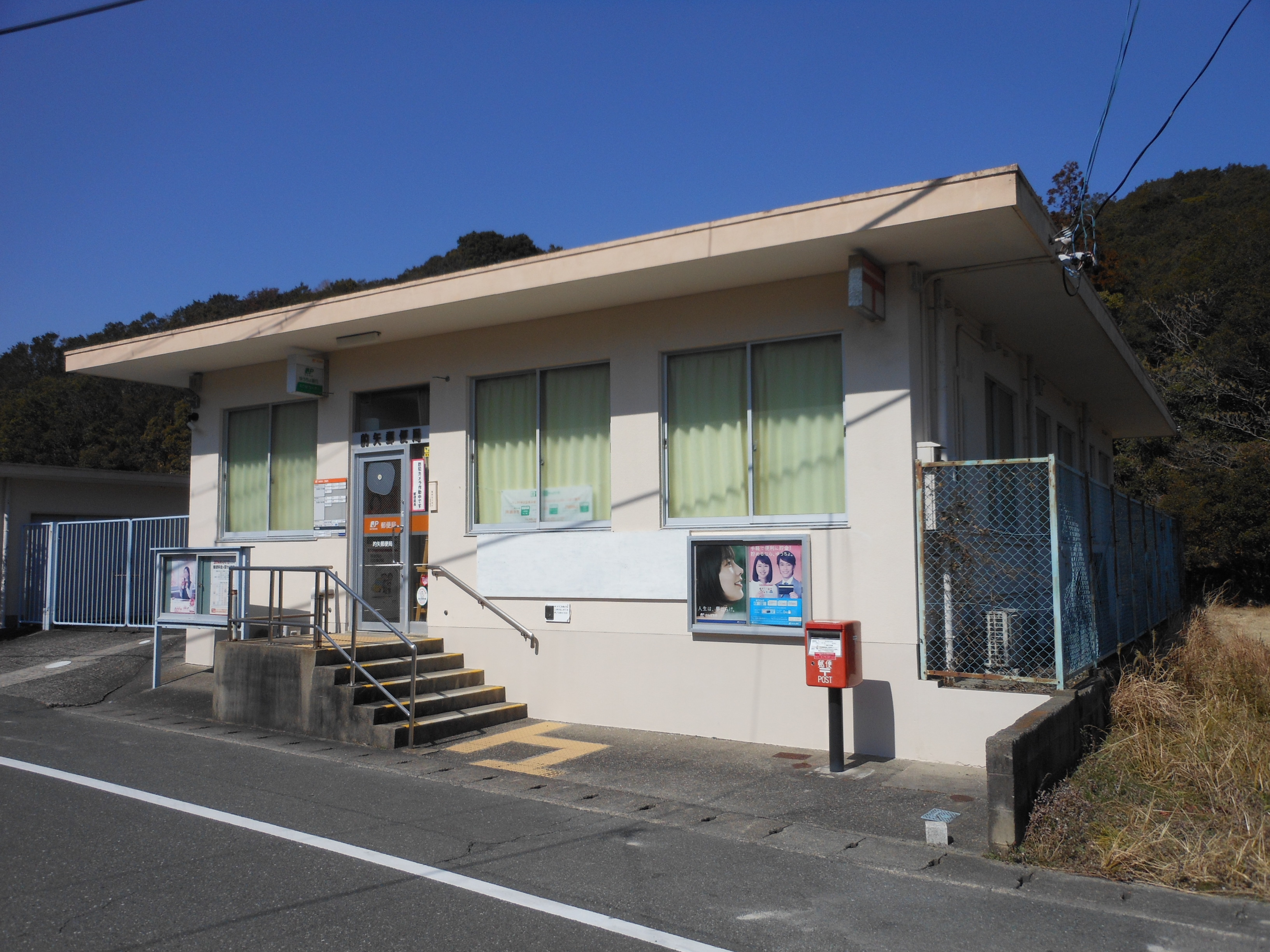
的矢郵便局

- グランドメルキュール伊勢志摩リゾート＆スパ
- サンペルラ志摩
- 的矢郵便局
- 志摩市社会福祉協議会的矢サポートセンター[WEB 10]

## 出身著名人
- 北条霞亭 - 漢学者
- 嶋田青峰 - 俳人、高浜虚子の弟子
- 嶋田的浦 - 俳人、嶋田青峰の弟

## その他

### 日本郵便
- 郵便番号 : 517-0204[WEB 3]（集配局：磯部郵便局[WEB 11]）。